# Gerry Weber Open 2016
Gerry Weber Open 2016 — тенісний турнір, що проходив на трав'яних кортах у місті Галле, Німеччина з 13 червня. Належав до категорії ATP World Tour 500.

## Фінальна частина

### Одиночний розряд
Флоріан Маєр (тенісист) —  Александр Зверєв 6–2, 5–7, 6–3

### Парний розряд
Равен Класен /  Ражів Рам —  Лукаш Кубот /  Александер Пея 7–6(7–5), 6–2